# Spyro Gyra (gruppo musicale statunitense)
Gli Spyro Gyra sono un gruppo musicale statunitense fondato nel 1974 a Buffalo da Jay Beckenstein e Jeremy Wall, trovando la propria identità mescolando R&B, musica caraibica, elementi pop e jazz.
Riguardo al nome del gruppo, Beckenstein suggerì il nome di un'alga, Spirogyra, che egli ricordava dalle lezioni di biologia.

## Storia del gruppo
Esordirono nel 1978 con l'omonimo Spyro Gyra, ma il loro successo fu il successivo Morning Dance (1979) che si piazza tra le quaranta migliori vendite di album negli Stati Uniti. Da quest'album è stato estratto il singolo omonimo. I loro album sono stati sempre dei best seller e i loro concerti sempre esauriti. In una intervista Beckenstein dichiarò: La nostra musica spazia tra il jazz e il fusion contemporaneo basato sugli esecutori che mescolano i vari elementi in un suono unico, siamo rimasti aperti alle nostre idee musicali e manteniamo la nostra identità.
Il contributo di Beckenstein al sassofono ha trasformato molti degli odierni stili jazz più popolari.

## Formazione
- Jay Beckenstein – sassofono
- Julio Fernandez – chitarra
- Scott Ambush – basso
- Tom Schuman – pianoforte acustico ed elettrico, tastiera
- Lee Pearson – batteria, percussioni

## Discografia

### Album in studio
- 1978 – Spyro Gyra
- 1979 – Morning Dance
- 1980 – Catching the Sun
- 1980 – Carnaval
- 1981 – Freetime
- 1982 – Incognito
- 1983 – City Kids
- 1985 – Alternating Currents
- 1986 – Breakout
- 1987 – Stories Without Words
- 1988 – Rites of Summer
- 1989 – Point of View
- 1990 – Fast Forward
- 1992 – Three Wishes
- 1993 – Dreams Beyond Control
- 1995 – Love & Other Obsessions
- 1996 – Heart of the Night
- 1997 – 20/20
- 1999 – Got the Magic
- 2001 – In Modern Times
- 2003 – Original Cinema
- 2004 – The Deep End
- 2006 – Wrapped in a Dream
- 2007 – Good to Go-Go
- 2008 – A Night Before Christmas
- 2009 – Down the Wire
- 2011 – A Foreign Affair
- 2013 – The Rhinebeck Sessions
- 2019 – Vinyl Tap

### Album dal vivo
- 1984 – Access All Areas
- 1998 – Road Scholars

### Raccolte
- 1991 – Collection
- 1998 – The Best of Spyro Gyra - The First Ten Years
- 2002 – The Very Best of Spyro Gyra